# ポッジャルド
ポッジャルド（イタリア語: Poggiardo）は、イタリア共和国プッリャ州レッチェ県にある、人口約5,900人の基礎自治体（コムーネ）。

## 地理

### 位置・広がり
レッチェ県南東部に位置する。

#### 隣接コムーネ
隣接するコムーネは以下の通り。
- ジュッジャネッロ
- ミネルヴィーノ・ディ・レッチェ
- ノチーリア
- オルテッレ
- サン・カッシアーノ
- サナーリカ
- サンタ・チェザーレア・テルメ
- スポンガーノ
- スラーノ